# 浙江省宁海中学
29°18′47″N 121°26′28″E / 29.313°N 121.441°E
浙江省宁海中学位于浙江省宁海县跃龙街道学勉路华山西侧，是省一级重点中学。校训为“愿乘风破万里浪，甘面壁读十年书”。

## 学部设置
宁海中学本部为高中。2000年，在校园内设立宁海风华书院（设立时名为宁海中学风华书院），为宁海中学控股的民办初中。2004年风华书院设立高中部。
2022年，风华书院初中部“公参民”转公，名称变更为“宁海中学初中部”。
高中部学生配发相同的制服，但师资互通程度不高。风华书院的学费高于本部。所有学部共享校园内的生活设施。

## 校史

### 建校
宁海中学的校史可以追溯到1926年（中华民国十五年），同时，这也几乎是中国共产党在这一区域的建党史。1925年上海大学社会学系学生蒋如琮成立宁海旅沪学会，该会任务之一便为创立“宁海男女中等学校”。次年暑期，蒋如琮、俞岳大学毕业，和范金镳、章广田（耘夫）、王育和等在上海或杭州工作者以及学生林泽荣（淡秋）一同回到宁海。时任正学高级小学（今柔石中学）校长周郁卿支持它们，出借小学校舍兴办补习班“消夏社”，招收了百余高小毕业生、初中肄业生，补习功课，教授科学知识，同时也有平民夜校。
蒋如琮、章广田四处奔走筹备，在众人协力下，正学小学中学部成立，校址位于城西正学小学内。此为宁海县第一所初级中学。随后改名宁海中学。
建校的目的是建立中国共产党在宁海县的革命基地，教授课程也有革命色彩。1926年9月，中共宁海中学党支部成立，为台州地区第一个党支部。（时宁海在台州治下）
9月开学时，学校招收初一、初二两个班级共83人，实行男女同学制。

### 南迁
10月，国民革命军北伐攻克武昌，夏超宣布浙江独立。师生打着青天白日旗进行游行与演讲。26日在万县事件后的游行中，中学与小学学生之间发生冲突，当局要求学校分开。县知事公告，蒋如琮、章广田对学生“不加管束，听任学生借端要挟......侍众胁迫滋扰.......毫无维持能力”，命令“即立撤退所有在校学生”，“静候改组”。27日，师生不服，在体育场集体摄影，在照片上题词，表示抗议留念。县教育会将情况上报省教育厅，之后范金镳被通缉。
为了躲避当局的取缔，俞岳、王育和等人带着60余名男学生连夜步行到南乡海游（今属台州市三门县），在海游小学授课。蒋如琮之前听说当局正要逮捕自己，逃至岔路上金，得知学校南迁后也前往海游。师生艰苦度过两个月。1927年1月，北伐军接近浙江才迁回宁海。1月9日至11日，浙军余宪文部与军阀孙传芳部周荫人旅在宁海县交战期间，师生辅助革命军的活动。蒋如琮随北伐军北上。
中共临海特别支部派中共党员蒋益谦、李平来宁海中学教书，担任学校要职。范金镳从北伐军回乡，协助国民党台州特派员汪维恒(国共合作，同时是中共党员)组建国民党宁海县党部。章广田被短期地推为代理县长。

### 左派在寧海中學的失落
四一二事件爆发，蒋益谦、李平被捕，范金镳被通缉后逃亡苏联，王育和也逃往外地。五月下旬，新任县长夏钟澍召开各界会议，重整宁海中学。但是，宁海中学仍是中共地下组织的据点。林迪生、陈韶奏(李吉平)、邬逸民、杨毅卿以及许多宁海中学教师公开身份为教员，实际上担任中共宁海县委以及各支部的领导职务。
1927年秋，柔石（赵平复）应亲友要求来到宁海中学任教。担任国语、音乐教师，还创作了校歌。柔石性格寡淡，并不受同事欢迎。不过在县政府要逮捕时任训育主任、中共宁海县委书记邬逸民时，柔石虽不知其地下职务，但信任其是“向往进步的正人君子”，遂将其隐匿于家中，以及当年寒假学校经济困难以自己名义借钱救急，取得同事的尊敬。
秋冬之际，在宁海中共地下党的推动下，教职员联合会集体上书、地方绅士作舆论上的支持，推选柔石做本县教育局长。1928年1月底，寧海縣政府任命柔石為教育局長。上任後，柔石推動宁海中学集资募款筹建校舍、“立案”從私立學校轉爲縣立學校，還對全縣小學的人事進行大調整。
5月，中共寧海縣委發動亭旁起義，以失敗告終。政府發現寧海中學是“共產黨的大本營”，勒令寧海中學解散。校主任俞岳在逃亡時被捕。蒋建人、许杰出走。柔石恰好去杭州為學校爭取立案歸來，杨毅卿此時還滯留城内，柔石便將其隱匿于西鄉岳父家，並資助其前往臨海。柔石對此感到失望，便赴上海從事文學。自此共產黨失去了對寧海中學的控制。

### 迁校城北
1930年4月（民国19年），迁至北门蒲湖试院旧址（今為躍龍中學校址）。
1933年（民國22年）9月23日，李涵夫身負建設寧奉公路（寧海-奉化）的職責上任寧海縣張。任期内，他致力於振興學風，嘉獎熱心辦學者。大湖胡氏族众以始祖胡居端名义向宁海中学捐建校舍资金2500元，购置图书仪器資金2000元，受李表彰。在李的推動下，1934年11月，三门刘膺古将军捐600元为宁海中学建造校门。1935年，蔣介石來寧海中學視察，在寧海中學大禮堂训勉学生效法先贤方孝孺，並捐建築費1000元。

### 解放
1949年7月5日，國民黨長江部隊往白墧嶺方向撤退。夜晚，解放軍從黃壇、溪南、水車進攻，解放了縣城。新任寧海中學校長是王育和，與柔石是故交。
1950年，校内成立少先隊，隊員參與“鎮壓反革命”和對敵鬥爭。
1950年秋，朝鮮戰爭爆發。

## 相关作品
- 1940年宁海县立初级中学学生胡圣清在“本省中小学校学生国民精神总动员论文比赛”中取得第一名，其作文《分歧错杂的思想必须纠正论》刊登在《胜利》第八十期11页。

- 方牧（王学渊）丙申桃月作《宁海中学赋》

## 学生活动

### 前童拉练
每年春季学校组织的徒步活动，高二学生与部分教师从学校（2023年起点为西门城楼）途径岭根、七星等村步行至前童，在鹿山举行成人礼，随后在前童中学扎营过夜。次日，步行至岔路白岭根村参观梅花村会议纪念馆。本活动需要翻过县城和前童之间的马鞍岭，经过未铺装的路面和山间小道，又在多雨季节举行，因此路面有时会比较湿滑。
学校称此活动的目的为磨砺学生意志，同时纪念”三·五“支队。活动在1991年由童富军策划，之后每年举办成为惯例。

### 运动会
运动会于每年11月举行。

### 社团活动
由于如今学生的在校生活目的以应对高考为主，大部分时间都在教室集中学习，因此本校社团数量不多，社团的活动也并不丰富。

#### 柔石文学社
柔石文学社在1962年（柔石逝世30周年）由时任语文教师王学渊（笔名方牧）发起，第一任社长为储吉旺。活动的目标是把对柔石的纪念变成实际的精神传递，同时培育文学人才。在文革期间停止活动，1982年复社。
1964年油印社刊《新芽》。目前发行社刊《柔石园》，刊登全校学生的文章。
储吉旺日后经商，成立”西林“基金会资助本社活动，对校内热爱文学的学生予以奖励。

#### 宁海中学校友会
截至2025年一月，宁海中学已经成立了下列校友会：
1. 宁海中学北京校友会
2. 宁海中学上海校友会，第一届会长：郭杨龙教授（华东理工大学）。现任会长：郭杨龙教授。
3. 宁海中学江苏校友会，第一届会长：应可福先生。现任会长：应可福先生。
4. 宁海中学广东校友会，第一届会长：
5. 宁海中学杭州校友会，第一届会长：
6. 宁海中学宁波校友会，第一届会长：鲍淑娣女士。现任会长：鲍淑娣女士。
7. 宁海中学海外校友会，第一届会长：
2024年宁海中学在宁海本地还成立了宁海中学校友总会，并确立每年阴历新年初四为“校友日”。校友总会第一届会长由原校长符洪铭老师担任，秘书长是林菊女士。第一届（现任）九位理事成员分别是：鲍淑娣、金礼辉、王建江、潘仁进、孔晓虹、董昌辉、王师、何盛华和王旭东。